# Mechanika statystyczna
Mechanika statystyczna – gałąź fizyki, zajmująca się układami wielu oddziałujących ciał. Specyfiką tej teorii jest jej metoda. Poszczególne ciała są bowiem opisane przez zmienne losowe. Obliczenia prowadzone w ramach mechaniki statystycznej dotyczą średnich z tych zmiennych z wykorzystaniem metod statystycznych. Fizyczną podstawą mechaniki statystycznej jest termodynamika fenomenologiczna.
Z mechaniki statystycznej można wydzielić teorię stanów równowagi termodynamicznej. Ta teoria jest daleko bardziej rozwinięta niż teoria nierównowagowa. Powszechnie używa się tu tzw. formalizmu sumy statystycznej. Sama suma statystyczna nie ma znaczenia fizycznego, natomiast jest wielkością użyteczną do obliczania wielkości fizycznych. Recepta na obliczenie sumy statystycznej dla danego układu jest na ogół uważana za równoznaczną z określeniem jego własności równowagowych.
Równowagowa mechanika statystyczna korzysta z kluczowego założenia, że prawdopodobieństwo pozostawania przez układ w danym stanie zależy tylko od energii tego stanu. Stan równowagi jest więc stanem, w którym informacja o przeszłości układu nie jest istotna.

## Entropia mikroskopowa, czynnik Boltzmanna i suma statystyczna
Podstawą mechaniki statystycznej (fizyki statystycznej) jest definicja entropii pochodząca od Boltzmanna:
Entropia makroskopowa układu jest proporcjonalna do logarytmu liczby mikroskopowych stanów układu.
Współczynnik proporcjonalności oznaczany przez {\displaystyle k} nazywany jest stałą Boltzmanna.
Z tej definicji wynika, że gdy układ w stanie mikroskopowym o energii {\displaystyle E} jest w równowadze termicznej z termostatem o temperaturze {\displaystyle T(\beta =1/kT),} to prawdopodobieństwo tego stanu jest proporcjonalne do
{\displaystyle \exp \left(-\beta E\right),}
tę wielkość nazywamy czynnikiem Boltzmanna. Te prawdopodobieństwa wysumowane po wszystkich stanach mikroskopowych muszą dać jedność. Pozwala to zdefiniować sumę statystyczną:
{\displaystyle Z=\sum _{i}\exp \left(-\beta E_{i}\right),}
gdzie {\displaystyle E_{i}} jest energią {\displaystyle i}-tego stanu mikroskopowego. Suma statystyczna jest miarą liczby stanów dostępnych przez układ fizyczny.
Prawdopodobieństwo znalezienia się układu w poszczególnym stanie {\displaystyle (i)} w temperaturze {\displaystyle T} z energią {\displaystyle E_{i}} jest równe
{\displaystyle p_{i}={\frac {\exp(-\beta E_{i})}{Z}}.}

## Związki z termodynamiką
Suma statystyczna może posłużyć do wyliczenia wartości oczekiwanej (średniej) dowolnej mikroskopowej wielkości.
Na przykład średnia mikroskopowa energia {\displaystyle E} jest interpretowana jako energia wewnętrzna {\displaystyle (U)} w termodynamice. Tak więc
{\displaystyle \langle E\rangle ={\frac {\sum _{i}E_{i}e^{-\beta E_{i}}}{Z}}=-{\frac {dZ}{d\beta }}/Z}
wraz z interpretacją {\displaystyle \langle E\rangle } jako {\displaystyle U,} daje następującą definicje energii wewnętrznej:
{\displaystyle U:=-{\frac {d\ln Z}{d\beta }}.}
Entropię określamy z wzoru (entropia Shannona)
{\displaystyle {\frac {S}{k}}=-\sum _{i}p_{i}\ln p_{i}=\sum _{i}{\frac {e^{-\beta E_{i}}}{Z}}(\beta E_{i}+\ln Z)=\ln Z+\beta U,}
który daje
{\displaystyle -{\frac {\ln(Z)}{\beta }}=U-TS=F,}
gdzie {\displaystyle F} jest energia swobodną układu fizycznego, stąd
{\displaystyle Z=e^{-\beta F}.}
Mając zdefiniowane podstawowe potencjały termodynamiczne {\displaystyle U} (energię wewnętrzną), {\displaystyle S} (entropię) i {\displaystyle F} (energię swobodną), można otrzymać wszystkie wielkości termodynamiczne opisujące układ fizyczny.

## Zmienna liczba cząstek
W przypadku gdy liczba cząstek nie jest zachowana, należy wprowadzić potencjał chemiczny, {\displaystyle \mu _{j},} {\displaystyle j=1,\dots ,n} i zamienić sumę statystyczną na
{\displaystyle Z=\sum _{i}\exp \left(\beta \left[\sum _{j=1}^{n}\mu _{j}N_{ij}-E_{i}\right]\right),}
gdzie {\displaystyle N_{ij}} jest liczba cząstek rodzaju {\displaystyle j^{th}} w {\displaystyle i}-tym stanie mikroskopowym.
| energia swobodna Helmholtza                   | {\displaystyle F=-{\frac {\ln Z}{\beta }}} |
| energia wewnętrzna                            | {\displaystyle U=-\left({\frac {\partial \ln Z}{\partial \beta }}\right)_{N,V}}                                                                   |
| ciśnienie                                     | {\displaystyle P=-\left({\frac {\partial F}{\partial V}}\right)_{N,T}={\frac {1}{\beta }}\left({\frac {\partial \ln Z}{\partial V}}\right)_{N,T}} |
| entropia                                      | {\displaystyle S=k(\ln Z+\beta U)} |
| energia swobodna Gibbsa                       | {\displaystyle G=F+PV=-{\frac {\ln Z}{\beta }}+{\frac {V}{\beta }}\left({\frac {\partial \ln Z}{\partial V}}\right)_{N,T}}                        |
| entalpia                                      | {\displaystyle H=U+PV} |
| pojemność cieplna ({\displaystyle V} = const) | {\displaystyle C_{V}=\left({\frac {\partial U}{\partial T}}\right)_{N,V}}                                                                         |
| pojemność cieplna ({\displaystyle p} = const) | {\displaystyle C_{P}=\left({\frac {\partial H}{\partial T}}\right)_{N,P}}                                                                         |
| potencjał chemiczny                           | {\displaystyle \mu _{i}=-{\frac {1}{\beta }}\left({\frac {\partial \ln Z}{\partial N_{i}}}\right)_{T,V,N}}                                        |

To samo z użyciem zespołu wielkiego kanonicznego:
{\displaystyle U=\sum _{i}E_{i}{\frac {\exp {\big (}-\beta (E_{i}-\sum _{j}\mu _{j}N_{ij}){\big )}}{Z}},}
{\displaystyle N_{j}=\sum _{i}N_{ij}{\frac {\exp {\big (}-\beta (E_{i}-\sum _{i}\mu _{j}N_{ij}){\big )}}{Z}}.}
| energia swobodna Gibbsa     | {\displaystyle G=-{\frac {\ln Z}{\beta }}} |
| energia wewnętrzna          | {\displaystyle U=-\left({\frac {\partial \ln Z}{\partial \beta }}\right)_{\mu }+\sum _{i}{\frac {\mu _{i}}{\beta }}\left({\frac {\partial \ln Z}{\partial \mu _{i}}}\right)_{\beta }} |
| liczba cząstek              | {\displaystyle N_{i}={\frac {1}{\beta }}\left({\frac {\partial \ln Z}{\partial \mu _{i}}}\right)_{\beta }}                                                                            |
| entropia                    | {\displaystyle S=k(\ln Z+\beta U-\beta \sum _{i}\mu _{i}N_{i})} |
| energia swobodna Helmholtza | {\displaystyle F=G+\sum _{i}\mu _{i}N_{i}=-{\frac {\ln Z}{\beta }}+\sum _{i}{\frac {\mu _{i}}{\beta }}\left({\frac {\partial \ln Z}{\partial \mu _{i}}}\right)_{\beta }}              |